# Franco comorense
El franco comorense (francés: franc comorien; árabe: فرنك قمري) (código de moneda: KMF) es la moneda oficial de las Comoras. Se subdivide en 100 céntimos, aunque el céntimo ya no se utiliza.

## Historia
Con la llegada de la cultura suajili al archipiélago circularon como moneda las conchas de cauris, de igual manera en el noroeste de Madagascar, y posteriormente con la influencia del Imperio omaní y el sultanato de Zanzíbar, circularon como en estas dos monarquías las monedas internacionales de comercio que eran el real de a ocho y el tálero de María Teresa.  
El franco francés se convirtió en la moneda de la cercana isla malgache de Nosy Be en 1841 —al igual que la otra adyacente a la costa oriental de Madagascar, la isla Santa María desde 1642-1672 y desde 1750 en adelante, siendo ambas unidas en una colonia con la nueva adquisición en 1885 de la bahía de Diego Suárez— y también de la primera colonia del archipiélago comorense, en la isla Mayotte en 1843. Con la acuñación de las primeras monedas del ryal zanzibarí en 1882, también fueron usadas en las restantes islas Gran Comora, Mohéli y Anjouan hasta que se convirtieron en un protectorado francés en 1886, comenzando así a usar el franco también.
En 1890 el soberano Said Alí ibn Said Amr mandó a acuñar con ceca en París monedas de bronce y plata para su sultanado en Anjouan, estos eran 5 y 10 céntimos, y 5 francos respectivamente, con inscripciones en árabe que se desmonetizaron en 1912 excepto la de menor valor que circuló hasta 1930, y que se distribuyeron junto con la moneda francesa.
En 1912, las Comoras se convirtieron en una provincia de Madagascar, que fue una posesión francesa. Los billetes y monedas francesas se siguieron distribuyendo en la colonia, además por una cuestión de emergencia 
que se usaron las pequeñas notas de cambio de 1920, la moneda francesa circuló hasta 1925. 
El 1 de julio de 1925, el gobierno francés formó un acuerdo con el Banque de Paris et des Pays-Bas para crear el Banco de Madagascar, con sede en París, y le concedió un monopolio privado de emitir moneda para la colonia de Madagascar. El franco malgache (en francés: franc malgace) fue equivalente al franco francés y las monedas francesas continuaron circulando.
Durante la II Guerra Mundial el Imperio británico ocupó las islas en 1942 para evitar que se las apoderaran los japoneses, por lo que acuñó monedas de bronce con ceca en Pretoria en 1943, de 50 céntimos y de 1 franco, para Madagascar y Comoras, y en el mismo año se la devolvió a la Francia Libre.
Además se produjeron monedas para el uso en el África francesa, que incluye a las islas de Madagascar y Comoras, de 1 franco de zinc en 1943 con ceca en París y de 2 francos de latón en 1944 por los aliados con ceca en Filadelfia. Cuando las Comoras se convirtieron en un territorio francés en 1945, el nombre del banco emisor se cambió a la Banque de Madagascar et des Comores y desde 1945 hasta 1947 continuaron acuñándose para las colonias africanas con ceca en París monedas de 5 francos de aluminio-bronce y en 1947 monedas de 50 céntimos de la misma aleación.
El 26 de diciembre de 1945, el franco CFA malgacho-comorense fue creado y su valor se fijó en 1,7 francos franceses. Mientras que los billetes se cambiaron para reflejar la nueva situación de las islas, las monedas no se modificaron, siendo las primeras en circular en el año 1948, y sólo llevaba el nombre de Madagascar. Las antiguas monedas y billetes de Madagascar continuaron circulando en esta nueva moneda y el 17 de octubre del mismo año, el franco CFA se revalorizan al precio de 2 de francos franceses. 
En 1950, el gobierno francés se hizo cargo de la propiedad mayoritaria de la Banque de Madagascar et des Comores. Una sucursal se abrió en las Comoras en 1953. El 1 de enero de 1960, el franco francés se revaloriza, con 100 francos viejos convirtiendo en 1 nuevo franco. (Decreto n ° 59-1450 de 22 de diciembre de 1959) El nuevo tipo de cambio era de 1 franco CFA malgacho-comorense = 0,02 francos franceses (50 francos CFA malgacho-comorenses = 1 franco francés). 
El 26 de junio de 1960, Madagascar obtuvo su independencia de Francia, y el Institut d'emisión Malgache (con sede en Antananarivo) fue creado para emitir moneda sólo para Madagascar. En 1964 se acuñaron las primeras monedas propias coloniales de las islas Comoras con ceca en París, en aluminio las de 1, 2 y 5 francos, y en bronce-aluminio las de 10 y 20 francos. Madagascar salió de la zona CFA a partir del 1 de julio de 1973. El 31 de diciembre de 1975 las islas se independizaron de Francia acuñando su primera moneda de níquel ese año con el valor de 50 francos pero Mayotte votó en referéndum sobre su estatus político por continuar unida a la República Francesa como departamento y región de ultramar, por lo que volvería a utilizar sus francos y posteriormente el euro.
El 23 de noviembre de 1979, el gobierno de las Comoras firmó el "Acuerdo de cooperación monetaria entre la República Francesa y la República Federal Islámica de las Comoras", haciendo a Comoras parte de la zona del franco (pero no forma parte de la zona del franco CFA ). Este acuerdo prevé el establecimiento de un sistema de paridad fija entre el franco francés y el franco comorense y libre convertibilidad entre las dos monedas, garantizada por el Banco Central de Comoras, la apertura de una cuenta de operaciones (en francés: compte d'opération) en el Tesoro francés (Tesoro público) que se encarga de todas las operaciones de cambio. Sesenta y cinco por ciento de las reservas de divisas de las Comoras se celebran en euros en esta cuenta. Esta cuenta es similar a los depósitos a la vista con el Tesoro francés: puede tener interés y, en circunstancias especiales, después un saldo negativo. Sin embargo, para evitar que esta cuenta no se muestre en sobregiro, una serie de medidas preventivas se han creado. 
La estabilidad del franco comorense se basa en una disciplina monetaria y crediticia, sustentada por dos medidas de salvaguardia específicas: el banco central es necesario para mantener el 20% en divisas para cubrir la vista de su pasivo, y el gobierno no está autoridad para extraer más del 20% del presupuesto de los ingresos procedentes de los fondos del banco central ganados el año anterior. Los ministros de Finanzas de la zona del franco (Francia, la zona CFA y las Comoras) se reúnen cada dos años. El acuerdo entre Francia y las Comoras es esencialmente el mismo que el acuerdo con Francia tiene la zona CFA. Es una continuación de una relación de cooperación monetaria entre los dos países que ha existido durante más de un siglo. 
Hasta 1994, el franco comorense estuvo vinculado al franco francés a la tasa de 50 francos comorenses por 1 franco francés. Esto fue cambiado el 12 de enero de 1994, cuando la moneda se devaluó en concierto con la devaluación del franco CFA. El franco comorense se devaluó a una nueva tasa de 75 francos comorenses por 1 franco francés mientras que, en el caso del franco CFA, la nueva tasa fue de 100 francos CFA por 1 franco francés. Con la creación del euro en enero de 1999, el franco comorense pasó a estar vinculado a la nueva moneda. El tipo de cambio es fijo y es de 491,96775 francos comorenses por 1 euro.

### Unión Monetaria Europea
En 1998, en previsión de la Unión Monetaria Europea, el Consejo de la Unión Europea se dirigió a Francia tiene acuerdos con el Comité de Libertad Sindical y la Zona de Comoras y dictaminó que: 
- Los acuerdos no tendrán ningún efecto material sobre la política monetaria y cambiaria de la zona del euro.

- En sus formas actuales y los estados de ejecución, los acuerdos no es probable que presenten ningún obstáculo para el buen funcionamiento de la unión económica y monetaria.

- Nada de lo dispuesto en los acuerdos puede ser interpretado como que implica una obligación para el Banco Central Europeo (BCE) o de cualquier banco central nacional de apoyo a la convertibilidad de los francos CFA y de las Comoras.

- Modificaciones a los acuerdos existentes no darán lugar a ninguna obligación para la Central Europeo o de cualquier banco central nacional.

- El Tesoro francés garantiza la libre convertibilidad a una paridad fija entre el euro y el franco CFA y de las Comoras.

- Las autoridades competentes de Francia mantendrán a la Comisión Europea, el Banco Central Europeo y el Comité Económico y Financiero informados sobre la aplicación de los acuerdos e informar a la Comisión antes de los cambios de la paridad entre el euro y el franco CFA y de las Comoras.

- Cualquier cambio en la naturaleza o el alcance de los acuerdos requerirá la aprobación del Consejo sobre la base de una recomendación de la Comisión y consultar al BCE.

## Banco Central
Los estatutos del Banco Central de las Comoras (Banque Centrale des Comores / البنك المركزي القمري Banco Al-al-al-Markazi Qomori) declaran que su Junta de Directores tendrá ocho miembros que son elegidos entre el Gobierno de las Comoras, el Banco Central francés (Banque de France) y el gobierno francés. El puesto de Director Adjunto del Banco Central de las Comoras está en manos de un Banco oficial de Francia, que es responsable de la política monetaria. Desde el 19 de noviembre de 1999, todos los tipos de cambio oficiales se han vinculado al "Euro OverNight Index Average"(EONIA), lo cual conduce a una estabilización de los diferenciales de tipos de interés con el euro. El BCC aplica un sistema de reservas obligatorias (30% de los depósitos) y un sistema de vigilancia bancaria. La sede se encuentra en Moroni, y el actual gobernador del banco es Mer Said Ahmed Said Ali. 

## Monedas
En 1890, el sultán Alí de Anjouan acuñó monedas de bronce de 5 y 10 céntimos y de plata de 5 francos. Las monedas fueron acuñadas en París a las mismas especificaciones que el de las monedas francesas. Las tres monedas dejaron de ser válidas, en teoría, pero en 1912 la más baja de las dos denominaciones sigue circulando en la isla en fechas tan tardías como 1930. Las tres monedas llevaban inscripciones similares en árabe y la fecha 1308 AH, que corresponde a 1890 del calendario gregoriano.
En el decenio de 1920, la escasez de monedas condujo a la producción de fichas bancarias privadas o bank token (en inglés) por la principal empresa colonial en Ngazidja, propietaria de una plantación de azúcar en Mayotte. Valores nominales de 25 y 50 céntimos y de 1 y 2 francos. El aluminio y el bronce se utilizaron en estas fichas.
En 1964, las monedas se introdujeron específicamente para su uso en las Comoras, en sustitución de las monedas de Madagascar anteriormente en uso. Monedas de aluminio de 1, 2 y 5 francos y de bronce-aluminio de 10 y 20 francos monedas fueron emitidas. En 1975, se presenta la moneda de níquel de 50 francos, seguido por la moneda de 100 francos en 1977 y la de 25 francos de níquel en 1981. Después de 1990 las monedas se acuñan en acero chapado de níquel. El "Institut d'emisión de las Comoras" emitió monedas entre 1975 y 1977, mientras que el Banco Central ha emitido monedas desde 1981. 
Hasta 1975, sólo aparecían inscripciones en francés en las monedas. Desde entonces, el árabe también se ha utilizado.
Las monedas de Comoras siempre han sido acuñadas por la "Monnaie de París". Esto es indicado por una marca de ceca con el cuerno de la abundancia en las monedas, visible a la izquierda de la fecha. Las monedas se fabrican en sus instalaciones en Pessac y en la Gironda. 
La moneda de 5 francos es apodada " reali", refiriéndose al real español, la moneda de 2 francos es apodada "nusu", que significa "la mitad", y la moneda de 1 franco es apodada "robo", que significa "cuarta parte". Las monedas de 1, 2, 5 y 10 francos se utilizan con poca frecuencia debido a su bajo valor. Las monedas de 25 y 100 francos contienen la frase "Augmentons la production alimentaire" (Vamos a aumentar la producción de alimentos). La moneda de 5 francos contiene la frase "Conférence Mondiale sur les Pêches" (Conferencia Mundial sobre la Pesca). Ambas frases son referencias a los programas de la Organización de las Naciones Unidas para la Agricultura y la Alimentación (FAO). Comores es uno de los 114 países que han emitido monedas de la FAO. Más información sobre monedas de la FAO se puede encontrar aquí. 
El 2 de enero de 2014 se puso en circulación una nueva moneda bimetálica de 250 francos.

## Billetes
La primera emisión de papel moneda en Comoras se realizó en 1920. Consistía en una emisión de emergencia de los sellos de correos de Madagascar fija a la tarjeta para que pudieran circular como dinero. Denominaciones de 50 céntimos y 1 franco se publicaron posteriormente. 
La "Loi ordinaire 62-873 du 31 juillet 1962, Article 12", permitió al "Banque de Madagascar et des Comores" a seguir emitiendo billetes en las Comoras y en Madagascar, pero, a partir del 1 de abril de 1962, debido a la separación económica de los dos países, se emitieron billetes sobreimpresos con la palabra "COMORES" sobre ellos. Denominaciones de 50, 100, 500, 1000 y 5000 francos fueron emitidas. Según el Decreto 64-1038 del 7 de octubre de 1964, los billetes sin el sobresello dejaron de ser la moneda de curso legal el 31 de diciembre de 1964. 
Los sobresellos circularon hasta 1976, cuando el "Institut d'emisión de las Comoras" emitió billetes de 500, 1000 y 5000 francos y los de 50 y 100 francos fueron sustituidos por monedas. El Banco Central de las Comoras se hizo cargo de la producción de papel moneda en 1984. Billetes de 2500 y 10000 francos se introdujeron en 1997, seguido por 2000 francos en 2005. La nota de francos 2500 se retira de la circulación. 
Los billetes están fabricados por el Banco de Francia en su fábrica de papel en Vic-le-Comte y sus trabajos de impresión en Chamalières, tanto en Puy-de-Dôme, Auvernia. Los nuevos billetes de 500, 1000, y 2000 francos contienen como elemento de seguridad una Constelación de EURión.